# Shaoyang
Shaoyang (邵阳) é uma cidade da província de Hunan, na China. Localiza-se no sul da província. Tem cerca de 637 mil habitantes. Designou-se Pao-ching ou Paoking até 1912.